# 阿迦 (鄂圖曼帝國)

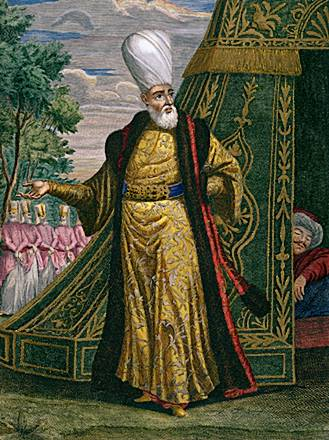
一名耶尼切里阿迦

阿迦（土耳其語：ağa）是对鄂圖曼帝國文武長官的敬稱，意为“主人、兄長、首領”。
這个頭銜在庫爾德人中也是对部落酋長、村長、地主的敬稱。